# Buongiorno Afghanistan
Buongiorno Afghanistan era un programma televisivo italiano documentaristico, in onda su Sky Uno per otto puntate, trasmesse tra ottobre e dicembre 2010. Il presentatore Fabio Caressa, telecronista di Sky Sport, si è recato ad Herat per raccontare in questo reportage la vita quotidiana dei soldati italiani impegnati nella missione di pace in Afghanistan.

## Episodi
| Episodio | Titolo                                             | Giorno della messa in onda | Descrizione |
| -------- | -------------------------------------------------- | -------------------------- | --- |
| 1        | "Il primo passo sulla Luna"                        | 28 ottobre 2010            | 5 agosto 2010 Fabio Caressa si dirige verso l'Afghanistan. Fabio scende dal C130 nell'aeroporto di Herat con il suo compagno di viaggio Sergio Ramazzotti, scrittore e foto-reporter. Il Generale Claudio Berto illustra l'operazione dell'Esercito Italiano prima che Fabio venga proiettato nella realtà più cruda della vita dei militari: un pericolosissimo pattugliamento notturno a bordo dei mezzi blindati "Lince" e "Freccia", lungo l'Highway One. In seguito una famiglia di Salerno contatta il proprio figlio nella base militare di Heart tramite skype, e infine Fabio si ritrova a fare la telecronaca di una partita della Nazionale italiana che i soldati stanno guardando in TV.     |
| 2        | "Angeli custodi"                                   | 4 novembre 2010            | Fabio Caressa passa un'intera giornata a conoscere i velivoli più tecnologici in dotazione all'Esercito e all'Aeronautica e gli uomini in grado di guidarli. Vede decollare il Predator un aereo senza pilota pilotato a distanza , che consente di scattare foto e localizzare ribelli. Assiste al volo del Cacciabombardiere AMX e sale come pilota di un Mangusta, scoprendone i segreti. |
| 3        | "Polvere"                                          | 11 novembre 2010           | Fabio Caressa accompagnato dai soldati della base di Herat parte a bordo di un C130 e di un Black Hawk americano alla volta della base avanzata di Shindand. Poi prova sulla sua pelle cosa vuol dire vestire i panni di un Hurt Locker, uno sminatore. |
| 4        | "Le donne di Herat"                                | 18 novembre 2010           | Nel cuore di Herat, Fabio Caressa e Sergio Ramazzotti vedono all'opera il PRT, l'organo diretto a ricostruire ed aiutare le provincie afgane. Visitano l'ospedale pediatrico e l'ambulatorio all'interno del PRT stesso. Caressa, dopo aver ammirato i quadri dipinti dalle donne locali al Visual Art Center, entra in un carcere femminile, passando per la cittadella e la splendida Moschea Blu. Alla fine della giornata, Fabio torna a vestire i panni del telecronista per una singolare partita di calcetto, la finale del trofeo PRT. |
| 5        | "Salviamo i bambini"                               | 25 novembre 2010           | Missioni su missioni.. Mentre Sergio Ramazzotti, circondato dai bambini, è a Mandel alla cerimonia per la deposizione della prima pietra di una scuola, Fabio Caressa assiste all'inaugurazione di un pozzo in un altro villaggio. Intervista gli Elder, i capi villaggio, e incontra il capo della polizia afgana. Poi entra nel centro d'addestramento della polizia afghana curato dai Carabinieri e incontra i medici e infermieri che lavorano a stretto contatto con i soldati. Ramazzotti intervista i bambini all'orfanotrofio a Farah e assiste a momenti di tensione a Bala Baluk. |
| 6        | "In trincea"                                       | 2 dicembre 2010            | La FOB (Forward Operating Base) è un avamposto militare, con funzione di sostegno delle operazioni tattiche ed è la zona più soggetta ad attacchi da parte dei talebani. Bala Morghab è una delle aree calde esplorate da Fabio Caressa e Sergio Ramazzotti per capire quanto è dura la vita di un soldato in quei luoghi, con un caldo superiore ai 40 gradi scavando trincee e creando avamposti mentre insuergents e talebani sparano a vista. Fabio visita i villaggi sulla striscia verde di Bala Morghab, per essere poi accolto nella casa di un Elder. Il livello di pericolosità attribuito dalle forze armate italiane è 7 e Fabio se ne rende conto quando affronta il suo primo volo tattico. |
| 7        | "Ritorno a casa"                                   | 9 dicembre 2010            | Dopo 15 giorni passati al fronte Fabio torna a casa. Anche i soldati fanno ritorno. Le famiglie aspettano e con loro le telecamere di Sky. Di alcuni dei militari incontrati durante le puntate precedenti ripercorreremo l'esperienza in Afghanistan, racconteremo le loro storie, le loro paure e le loro speranze. Vivremo con loro l'emozione di tornare in patria. |
| 8        | "Buongiorno Afghanistan – Diario di Fabio Caressa" | 16 dicembre 2010           | In una puntata speciale, i momenti più emozionanti vissuti dalla troupe insieme alle truppe italiane impegnate in Afghanistan. |